# 謝允 (演員)
謝允（1989年7月23日—），台灣男演員。以陽光、暖男的形象在演藝界有相當出色表現，曾參與多部電視劇、電影及廣告拍攝。
2020年在三立電視台炮仔聲中，飾演反派刑警開始備受關注，陸續出演影集美食無間、妮波自由式、X!又是星期一、打怪任務、女孩上場2、零日攻擊 ZERO DAY等劇作，並與一線演員溫昇豪、李李仁、范少勳、莊凱勛、張書豪等演員有精彩對手戲...等。
除了戲劇之外，出眾的外型曾為BMW、中華航空、台北富邦銀行、Sony...等大品牌拍攝形象廣告，至今已拍攝超過七十部以上的電視廣告。曾受邀至馬來西亞、泰國等地跨界合作，對韓文非常熱衷的謝允，更在今年受邀至韓國拍攝觀光局短片。現為璽曜娛樂工作室公司藝人。

## 經歷
2018年從廣告模特兒出道。2019年3月底簽進齊石傳播，成為影后楊貴媚、金馬女配丁寧的師弟。
2024年3月簽進璽曜娛樂工作室。

## 作品

### 電視劇
| 年份   | 電視台                          | 劇名          | 角色         |
| ------ | ------------------------------- | ------------- | ------------ |
| 2020年 | 三立電視台                      | 炮仔聲        | 警察         |
| 2023年 | Netflix                         | 美食無間      | 風紀組       |
| 2023年 | 大愛電視台                      | 打怪任務      | 潘韋翰主任   |
| 2023年 | 客家電視台                      | 女孩上場2     | 山哥         |
| 2024年 | 愛奇藝                          | X！又是星期一 | 春哥         |
| 2024年 | Hami Video、MyVideo、friDay影音 | 妮波自由式    | 阿凱         |
| 2025年 | 華視、公視台語台                | 成功路上      | 成功人士同學 |
| 2025年 |                                 | 零日攻擊      | 阿翔         |

### 電影
| 年份   | 劇名           | 角色     |
| ------ | -------------- | -------- |
| 2022年 | 手機見鬼       | 國文老師 |
| 2024年 | 鬼們之蝴蝶大廈 | 刑警     |

### 網路劇
| 年份   | 頻道    | 劇名                  | 角色   |
| ------ | ------- | --------------------- | ------ |
| 2022年 | Youtube | 對年·再見             | 阿賢   |
| 2024年 | Youtube | 睡睡你的愛 睡睡我的愛 | 戴曙光 |

### 電視節目
| 年份   | 電視台     | 節目名稱           |
| ------ | ---------- | ------------------ |
| 2018年 | 民視       | 用點心做點心       |
| 2018年 | Astro AEC  | 叫我男神(馬來西亞) |
| 2019年 | 公視       | 全家5智慧          |
| 2019年 | TVBS電視台 | 食尚玩家           |
| 2020年 | 三立電視台 | 在台灣的故事       |
| 2022年 | 衛視中文台 | 歡樂智多星         |
| 2024年 | 東森電視台 | 小姐不熙娣         |
| 2024年 | 民視       | 娛樂超skr          |
| 2024年 | 衛視中文台 | 女王大人           |

### 廣告
● 電視廣告
- 2025-娘家保健生技－娘家魚油 代言人篇｜上班族
- 2025-樂高 愛的一百種形式 愛情篇｜男朋友
- 2024-家樂福—平安就是福 中元家樂福 您的平安好鄰居｜男主角
- 2024-韓國觀光局—韓國牙醫奇遇記：超越滿足的體驗之旅｜男朋友
- 2024-BMW Taiwan－Vol.3 Refreshed Escapes THE iX｜男朋友
- 2024-富邦銀行－期盼明日的小事：勇敢分手｜男朋友
- 2024-凱基證券－智在投資 品牌形象影片｜商務人士
- 2023-特力屋－給家人安心的初衷，始終沒有變｜爸爸
- 2022-樂高－90週年想玩 世界就是玩樂園｜爸爸
- 2022-AQUAMAX－男士All-in-One系列｜男主角
- 2022-家樂福－萬種商品最快一小時到貨｜家速配先生
- 2022-BOSCH－活氧洗衣機｜爸爸
- 2022-李施德霖－溫和漱漱｜老公
- 2021-義美－飯炒菜麵炒菜｜實習醫生
- 2021-飛比購物－無痛省錢的秘密武器｜主播
- 2021-HYUNDAI－抗疫有禮專案｜銷售員
- 2020-3M™無痕極淨防水收納系列｜男主角
- 2020-SONY BRAVIA OLED 網路廣告｜男主角
- 2020-EXCILOR恢甲清－照護灰指甲｜爸爸

### 音樂錄影帶（MV）
- 2023－林家安《微偏愛 （页面存档备份，存于）》MV男主角
- 2020－許靖韻《沒完沒了 （页面存档备份，存于）》MV男主角
- 2019－許靖韻《原來我們都一樣 （页面存档备份，存于）》MV男主角

## 外部連結
- 謝允 Nick Facebook粉絲專頁（页面存档备份，存于）
- 謝允 Nick 的Instagram帳戶